# Junya Ito
Junya Ito (født 9. marts 1993) er en japansk fodboldspiller.

## Japans fodboldlandshold
| Japans landshold | Japans landshold | Japans landshold |
| År               | Kmp              | Mål              |
| ---------------- | ---------------- | ---------------- |
| 2017             | 3                | 0                |
| Total            | 3                | 0                |

I november 2022 blev Ito udtaget til Japans trup til VM i 2022.